# فندقلي (بك أوغلي)
فندقلي هو الحي الأكثر شمالًا في منطقة بيوغلو في إسطنبول ، تركيا، على الساحل الأوروبي لمضيق البوسفور. تقع توبهاني [الإنجليزية] إلى الجنوب وكاباتاس إلى الشمال. عند الاقتراب من المياه نجد أن المنطقة عبارة عن منطقة تجارية وفندقية بشكل أساسي، على الرغم من أنها تتحول إلى منطقة سكنية في الشوارع الممتدة صعودًا نحو غمسوي. يُمكن الوصول إلى فندقلي بخدمة الترام (ت1 - T1).
على طول الواجهة البحرية، يقع الحي موطنًا لجامعة معمار سنان للفنون الجميلة، والتي تقع في ما كان تُعرف سابقًا بالقصرين التوأمين [التركية] لمنير سلطان وجميلة سلطان، ابنتي السلطان عبد المجيد. تحتوي حديقة فينديكلي [الإنجليزية] الصغيرة المجاورة لها على منحوتات من صنع طلاب الجامعة. استضاف القصران التوأمان لفترة وجيزة المجلس العمومي العثماني (مجلس الشورى).
تم تصميم مسجد الملا جلبي على الواجهة البحرية من المهندس المعماري العثماني معمار سنان في عامي 1561-1562. كان في السابق جزءًا من مجمع يحتوي على نزل دراويش (تكية) وحمام، ولكن كلاهما فُقد بسبب توسيع طريق ساحل مجلس ميبسان.
تقع نافورة حكيم أوغلو علي باشا القائمة بذاتها عند النقطة التي تندمج فيها فنديكلي مع كاباتاش المجاورة. تم بناؤه في عام 1732 لحكيم أوغلو علي باشا الذي خدم كصدر أعظم مرتين وكان في الأصل يقف على أرض مرتفعة على الجانب الداخلي من الطريق قبل أن يتم نقله عندما تم توسيع طريق الساحل.